# José Miguel Elías
Pour les articles homonymes, voir Elias.
Elías  Galindo est un nom espagnol. Le premier nom de famille, en général paternel, est Elías ; le second, en général maternel, souvent omis, est Galindo.
José Miguel Elías Galindo (né le 15 janvier 1977 à Saragosse) est un coureur cycliste espagnol, professionnel de 2003 à 2008.

## Palmarès

### Palmarès amateur
- 1995
  - Tour de Pampelune
- 2002
  - Tour de La Corogne

### Palmarès professionnel
- 2004
  - 1re étape du Tour du Portugal
- 2007
  - 3e du GP Llodio

## Résultats sur les grands tours

### Tour d'Espagne
3 participations
- 2004 : 39e
- 2005 : 30e
- 2006 : 25e

## Classements mondiaux
| Année         | 2006 |
| ------------- | ---- |
| UCI Asia Tour | 60e  |